# Caladenia cardiochila
Caladenia cardiochila là một loài thực vật có hoa trong họ Lan. Loài này được Tate mô tả khoa học đầu tiên năm 1887.